# Sedia a sdraio

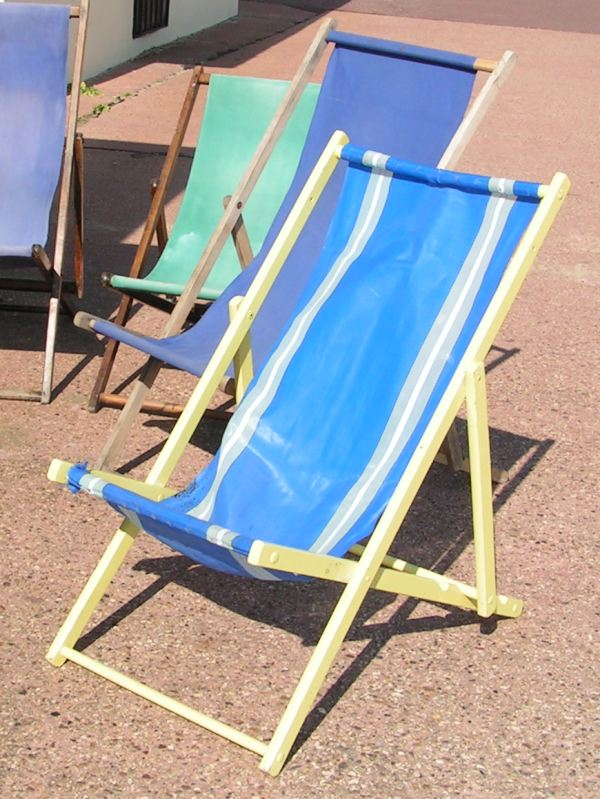
La classica spiaggina

La sedia a sdraio, comunemente denominata sdraio, è una cislunga pieghevole, il cui schienale è reclinabile con angolature variabili e sulla quale è possibile assumere una posizione seduta o sdraiata, a piacere del fruitore.

## Descrizione
Composta da un telaio snodato al quale è fissato un telo pesante di cotone che funge da sedile-schienale, la sedia a sdraio appartiene alla categoria delle "sedie razionali" e, così come la tripolina e la sedia da regista, è di chiara impronta militare, ovvero inizialmente pensata per uso da campo in quanto leggera, robusta, nonché facilmente trasportabile e immagazzinabile grazie alla chiusura mediante compressione laterale.
La struttura portante è normalmente realizzata in legno di faggio trattato con resine impregnanti per prevenirne l'invecchiamento causato dalla salsedine del mare, l'incollaggio delle parti viene effettuato con colle bicomponenti, negli anni il legno è stato affiancato da strutture in alluminio ed in plastica.
Generalmente utilizzata per il riposo in luoghi aperti, la sdraio è costruita con materiali resistenti alle intemperie e in modo tale da poter essere facilmente ripiegato e riposto in spazi molto ristretti, durante i periodi di inutilizzo. Per buona parte del XX secolo, la sdraio ha rappresentato uno dei più diffusi arredi degli spazi balneari, assumendo diffusamente la denominazione di spiaggina.
Negli anni '50 e '60, allo scopo di rendere più confortevole il prolungato uso dei bagnanti, le sdraio furono dotate di vari accessori, quali i braccioli laterali, l'appoggiapiedi e il tendalino parasole. A partire dagli anni '70 la sdraio è stata sostituita, in molti stabilimenti, dal lettino prendisole.